# 레이 카니프
레이 카니프(Ray Conniff, 본명(本名)은 조지프 레이먼드 카니프(Joseph Raymond Conniff), 애칭은 제이 레이(Jay Raye), 1916년 11월 6일 ~ 2002년 10월 12일)는 미국의 남성 싱어송라이터이자 트롬본 연주자 및 편곡가 겸 합창단 지휘자이며 예비역 미국 육군 하사이다.

## 생애

### 군 복무와 이후 음악가 활동
그는 미국 조지타운 대학교 법학과를 학사 학위한 직후 1939년 미국 육군에 입대하여 제2차 세계 대전에 참전하였고 여전히 2차 대전 도중이던 3년 후 1942년에 미국 육군 하사로 예편하였으며 이듬해 1943년 가수 데뷔하였고 아울러 가수 데뷔 음반에 자신의 트롬본 연주곡을 같이 수록하였으며 1945년 제2차 세계 대전이 종전한 이후에는 합창단 지휘자로도 활약하였다.

## 유명세
그는 보통적으로 대한민국 국내에서는 1965년 영국·미국 합작 영화 《닥터 지바고(Doctor Zhivago)》의 OST 작품인 《Somewhere my love(Lara's theme)》라는 영어 노래의 오리지널 원곡 가수로 잘 알려져 있으며 멕시코 여성 피아노 연주자 겸 작곡가 콘수엘로 벨라스케스(Consuelo Velázquez)가 작사 및 작곡하고 미국의 라틴 팝 보컬 음악 그룹 "트리오 로스 판초스(Trio Los Panchos)"가 오리지널로 노래한 원곡인 《베사메 무초(Besame mucho)》라는 스페인어 노래를 리메이크로 재해석하여 히트한 가수로도 대한민국 국내에 널리 알려져 있다.

## 같이 보기
- 미치 밀러
- 트리오 로스 판초스
- 알프레도 힐
- 추초 나바로
- 라울 샤 모레노
- 훌리토 로드리게스 (Julito Rodríguez)
- 조니 앨비노
- 오비디오 에르난데스 (Ovidio Hernández)
- 냇 킹 콜